# Дельта Нигера

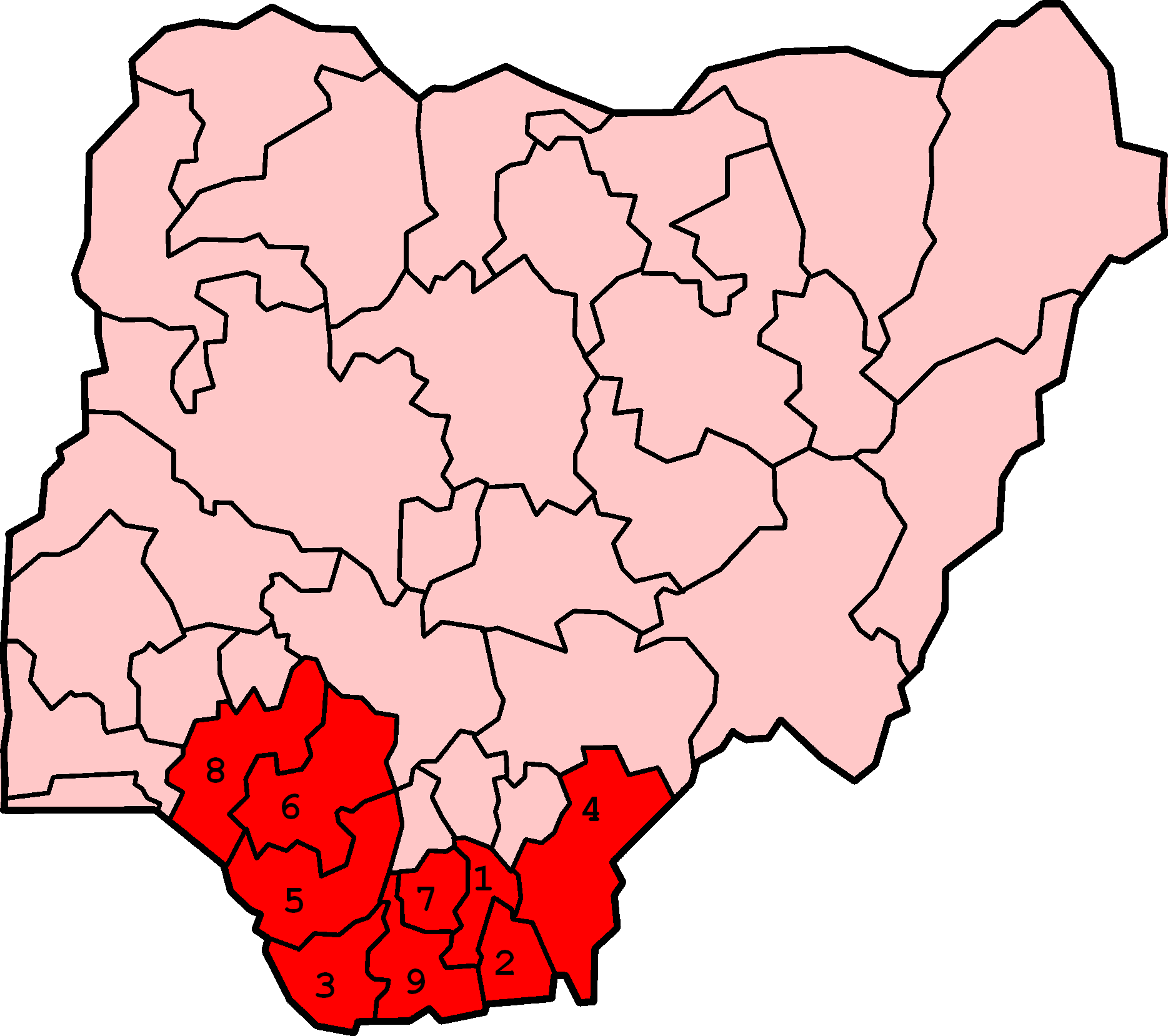
Штаты, включённые в состав дельты Нигера: 1. Абия, 2. Аква-Ибом, 3. Байельса, 4. Кросс-Ривер, 5. Дельта, 6. Эдо, 7. Имо, 8. Ондо, 9. Риверс

Де́льта Ни́гера — густонаселённый район в дельте реки Нигер на юге Нигерии. По данным нигерийского правительства, область занимает около 70 000 км², составляя 7,5 % территории Нигерии.
Географически область включает в себя территорию 3 штатов: Дельты, Байельсы и Риверз. Однако в 2000 г. правительство Обасанджо включило в территорию дельты Нигера еще 6 штатов, Абиа, Эдо, Имо, Кросс-Ривер, Аква-Ибом и Ондо.
Таким образом, в регионе проживает более 31 млн человек, более 40 этнических групп, наиболее крупными из которых являются иджо и игбо.

## Нефтяная промышленность
Потенциальная добыча нефти в дельте Нигера составляет 3 млн баррелей в сутки. Однако на практике в последние годы было добыто менее 2 млн (1,9 млн баррелей в сутки в 2007 г.). Снижению нефтедобычи во многом способствовала деятельность МЕНД.